# 曲阜君
曲阜君，中华人民共和国政治人物、外交官。
1996年，接替叶弘良担任中华人民共和国驻刚果共和国大使。2001年，由袁国厚接任。